# Прогонный (Ставропольский край)
Прого́нный — хутор в Курском районе (муниципальном округе) Ставропольского края России.
До 16 марта 2020 года входил в состав сельского поселения Ростовановский сельсовет.

## География
Расстояние до краевого центра: 207 км.
Расстояние до районного центра: 33 км.

## Население
| 1989 | 2002 | 2010 | 2021 |
| ---- | ---- | ---- | ---- |
| 86   | ↗115 | ↘111 | ↗144 |

По данным переписи 2002 года в национальной структуре населения русские составляли 38 %, турки — 56 %.